# Colombelles
Colombelles er en kommune i departement (Frankrig)|departementet Calvados i regionen Basse-Normandie i det nordvestlige Frankrig.

## Geografi
Colombelles er en forstad til Caen, som ligger 6 km øst for byen.

## Historie
Den første bosættelse i området ved Colombelles kan spores tilbage til den yngre stenalder
Den første skrevne henvisning til Colombelles stammer fra 11. århundrede og findes på kvindeklosteret i Caen.
- Rue de la République, den gamle hovedgade i landsbyen
- Det gamle rådhus i rue de la République

I 1909 købte Auguste Thyssen sletten ved landsbyen, som på daværende tidspunkt havde under 200 indbyggere. Her grundlagde han Société des hauts-fourneaux de Caen og byggede et stort stålværk.
I 1944 blev byen og fabrikken alvorligt beskadiget af bombardementerne under slaget om Caen. Den gamle by blev dårligt nok ramt af bomber, men byens slot brændte.
Den 5. november 1993 lukkede stålværket. Den gamle fabriksgrund er senere blevet renset. Det gamle køletårn står der stadig. På grunden er der opstået et centrum for levnedsmiddelindustri,

## Eksterne kilder
- Wikimedia Commons har flere filer relateret til Colombelles
- Historien om Colombelles Arkiveret 13. februar 2008 hos  Wayback Machine
- Kommunens hjemmeside
- Les Suédoises du Calvados